# Cantonul Illkirch-Graffenstaden
Cantonul Illkirch-Graffenstaden este un canton din arondismentul Strasbourg, departamentul Bas-Rhin, regiunea Alsacia, Franța.

## Comune
- Illkirch-Graffenstaden
- Eschau
- Ostwald
- Plobsheim